# Celaena lancea
Celaena lancea är en fjärilsart som beskrevs av Stephens 1829. Celaena lancea ingår i släktet Celaena och familjen nattflyn. Inga underarter finns listade i Catalogue of Life.